# بوکا دی ورگانو
بوکا دی ورگانو (به اسپانیایی: Boca de Huérgano) یک شهرداری و دهستان‌های اسپانیا در اسپانیا است که در استان لئون، اسپانیا واقع شده‌است.

## خصوصیات
بوکا دی ورگانو ۲۹۱٫۸۴ کیلومترمربع مساحت و ۵۳۱ نفر جمعیت دارد و ۱٬۱۱۱ متر بالاتر از سطح دریا واقع شده‌است.